# جلسنة (حديبو)

تعديل مصدري - تعديل

جلسنة إحدى قرى مديرية حديبو التابعة لمحافظة سقطرى، بلغ تعداد سكانها 19 نسمة حسب تعداد اليمن لعام 2004.